# Bebearia symphona
Bebearia symphona är en fjärilsart som beskrevs av Bethune-Baker 1908. Bebearia symphona ingår i släktet Bebearia och familjen praktfjärilar. Inga underarter finns listade i Catalogue of Life.